# Rudi Altig

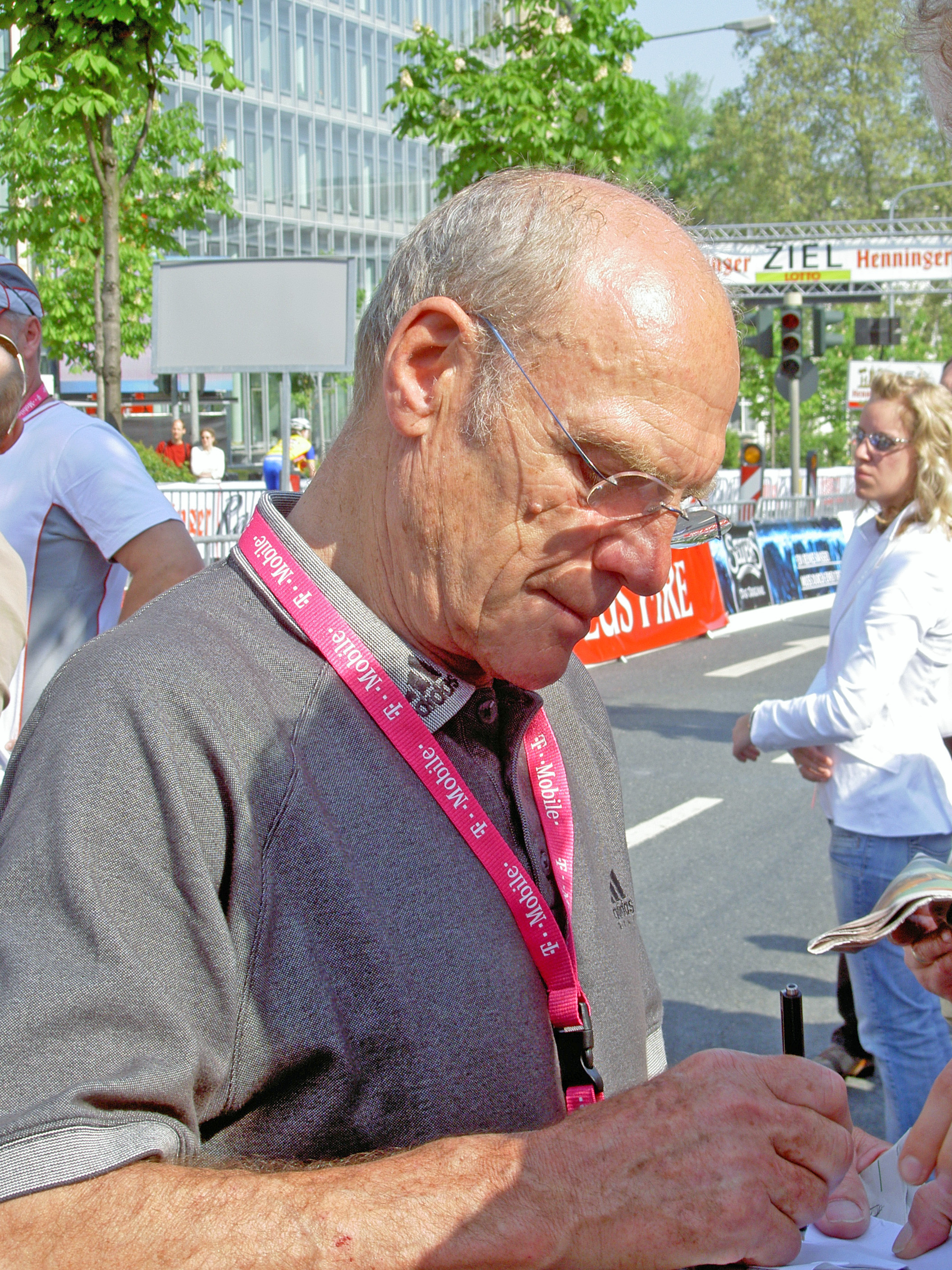
Rudi Altig, 2005

Rudi Altig (ur. 18 marca 1937 w Mannheimie, zm. 11 czerwca 2016 w Remagen) – niemiecki kolarz torowy i szosowy reprezentujący RFN, trzykrotny medalista torowych i dwukrotny medalista szosowych mistrzostw świata.

## Kariera
W latach 1960 i 1961 Altig został mistrzem świata w wyścigu na dochodzenie na torze. Na szosie, w 1962 roku, brał udział w wyścigu Vuelta a España, wygrywając trzy etapy i zwyciężając w całym wyścigu. Następnie przez 5 dni w Tour de France nosił żółtą koszulkę lidera, wygrał 3 etapy oraz klasyfikację sprinterską, kończąc cały wyścig na 31. pozycji.
Dwa lata później był 12. na Le Tour (zdobywając jedno zwycięstwo etapowe), a wcześniej w tym samym sezonie odniósł swoje pierwsze zwycięstwo w wyścigu jednodniowym – Tour des Flanders w 1964 roku.
W 1965 roku finiszował jako drugi, za Anglikiem Tomem Simpsonem w mistrzostwach świata w San Sebastián w Hiszpanii. Jednak już w następnym roku sam zdobył mistrzostwo globu. Także w 1966 roku wygrał 3 etapy w Tour de France (po raz kolejny zdobywając 12. miejsce w ogólnej klasyfikacji) oraz dwa etapy w Giro d’Italia (zdobywając tam ostatecznie 13. miejsce).
Drugim i ostatnim jego zwycięstwem w wyścigu klasycznym była wygrana w 1968 w Mediolan-San Remo, w tym też roku wygrał dwa etapy Vuelty (zajmując ostatecznie 18. miejsce). W 1969 był dziewiąty w Giro, a także wygrał prolog (jazda indywidualna na czas) w Tour de France.

## Zwycięstwa w sześciodniowych wyścigach torowych
Altig zdobył łącznie 22 zwycięstwa w tzw. „sześciodniówkach”:
- (z Hansem Junkermannem)
  - 1962: Berlin i Münster
  - 1963: Essen
  - 1964: Essen
- (z Fritzem Pfennigerem)
  - 1964: Dortmund i Frankfurt nad Menem
  - 1970: Dortmund
  - 1971: Brema i Kolonia
- (z Dieterem Kemperem)
  - 1965: Berlin i Frankfurt nad Menem
  - 1966: Brema i Kolonia
- (z Sigi Renzem)
  - 1965: Kolonia
  - 1966: Berlin, Dortmund i Zurych
  - 1968: Brema i Kolonia
  - 1969: Gandawa
- (z Patrickiem Sercu)
  - 1968: Dortmund i Frankfurt nad Menem
- (z Klausem Bugdahlem)
  - 1968: Münster

## Odznaczenia
- Krzyż Zasługi na Wstędze Orderu Zasługi Republiki Federalnej Niemiec (1997)
- Order Zasługi Nadrenii-Palatynatu (2010)